# Лихий (хутір)
Лихий — хутір, адміністративний центр Комісаровського сільського поселення Красносулинського району Ростовської області.
Населення - 3162 особи (2010 рік).

## Географія
По хутору протікає річка Лиха.

### Вулиці
| - вул. Будьонного, - вул. Гагаріна, - вул. Леніна, - вул. Максима Горького, - вул. Новоселів, - вул. Перемоги Революції, - вул. Підгірна, - вул. Пушкіна, | - вул. Садова, - вул. Радянська, - вул. Українська, - вул. Чичеріна, - пров. Зарічний, - пров. Колодязний, - пров. Шахтарський, - пров. Шкільний. |

## Назва
Виник хутір на початку XIX сторіччя у поштового тракту. Існує кілька версій, що пояснюють його назва. Місце де виник хутір, було глухим, розбійницьким, лихим. Звідси й назва. Ватажком банди, що грабувала проїжджих по тракту, був Лихачов, - засновник хутора.
Проте наймовірніша версія походження назви хутора за річкою Лиха, що протікає ним. Назва річки Лиха згадується задовго до заснування хутора, ще у відомій «Книзі Великого Креслення» 1627 року: «А нижче Кам'янки Лихий колодязь вкидає у Донець під Гребеними горами, берегом їхати верст з 40, а прямо степом верст з 10».
Колодезем тоді іменувався або власне колодязь, або джерело, або джерело й струмок, що витікає з такого джерела. Гребеневі гори — це гори «дві сестри» на березі річки Сіверський Донець у 5 км нижче гирла річки Лиха. 
Велика Кам'янка та Мала Кам'янка — річки вище за Сіверським Дінцем. Назва хутора згодом була поширена й на залізничну станцію Лиха, й утвореного при станції селища Лиховський.

## Історія
На початку XIX сторіччя ці землі належали донському поміщику, відставному полковнику Костянтину Фоміну. Деякий час хутір називався за ім’ям його власника Фомін-Лиховський.
З 1854 року хутір Лихий став козацьким хутором й входив до Володимирського юрту відповідної станиці. 
У 1867 році в хуторі Лихий мешкало близько 500 осіб.
До початку XX сторіччя на хуторі Фомін Лиховському було 105 казацьких, 38 селянських й 53 іногородніх дворів. В ньому мешкало 1207 осіб. 
До початку XX сторіччя на хуторі було 235 дворів (109 з них козацьких), 1500 мешканців.

### Історія Георгієвського храму
Для духовної опіки вірних знадобилося будівництво храму. В прихід нової церкви могли б бути зараховані мешканці розташованих поблизу хуторів Іллінського, Тацина, Бєлгородцева й Божковського. Козаки з дворян Василь Трофименко й Пилип Яїцков звернулися з проханням дозволити будівництво на хуторі молитовного будинку до наказного отамана Війська Донського генерал-ад'ютант Олександра Львова Потапова (1865-1868 роки). Отаман дав позитивну відповідь. У 1868 році військовий отаман генерал-майор Фомін П. С. справлявся у архієпископа Донського й Новочеркаського Платона (1867-1877) про розпорядження генерал-ад'ютанта Потапова, що стосується будівництва дерев'яної церкви в ім'я Св. Великомученика Георгія Побєдоносця.
У 1867 році почався збір пожертвувань на будівництво храму. У грудні 1869 року почалося будівництво церкви. Першим будівельником був селянин Тамбовської губернії Тимофій Шакін, що має досвід у будівництві храму Параскеви П'ятниці в станиці Маницька Багаєвського району.
У квітні 1871 року церква була побудована. Церква була дерев'яна, вкрита залізом, окрему дзвіницю, з кам'яною огорожею. У вересні 1872 року церква була освячена. До 1900 року в парафії церкви працювало дві церковнопарафіяльні школи.
Нову кам'яну церкву побудували в 1905 році замість трухлої дерев'яної. У 1906 році храм було освячено Олександро-Грушевським протоієреєм Василем.
У роки російської громадянської війни священик Георгіївського храму Фомін Лиховського хутора Михайло Стратонович Пашутін був схоплений й розстріляний більшовиками на станції Лиха. У будівлі церкви в різний час був склад, клуб, комора. В церкві була зруйнована дзвіниця та знято куполи.
З 1944 року у храмі відновилися богослужіння, що тривали й за «хрущовської відлиги» В даний час це діючий храм з позолоченими у 2010 році куполами.

## Пам'ятки
- Степові терикони.
- Братська могила з меморіальним комплексом та єдинофігурним пам'ятником висотою 2,8 м на постаменті.